# Братський район
Бра́тський райо́н — колишній район у Миколаївської області. Районний центр — Братське. 19 липня 2020 року район було ліквідовано внаслідок адміністративно-територіальної реформи.

## Загальні відомості
Братський район, як адміністративно-територіальна одиниця створений 7 березня 1923 року, територія району в сучасних межах становить 1,1 тис. км², процент від загальної території області — 4,5 %.
Чисельність наявного населення становить 19,6 тис. ос. В усіх сферах економічної діяльності зайнято 9,7 тис. осіб.
У складі району 59 сіл і одне селище міського типу, які об'єднуються одною селищною і 15 сільськими радами.
Район межує на півночі та сході з Бобринецьким та Новоукраїнським районами Кіровоградської області, на заході з Арбузинським, на півдні з Вознесенським та Єланецьким районами Миколаївської області.

## Фізико-географічні умови
Територією району протікає 5 річок: Мертвовод, Мала Корабельна, Мазниця, Кам'яно-Костувата, Комишувата.
Корисних копалин немає.
Серед зональних типів ґрунтів в районі переважають чорноземи звичайні. Природні та кліматичні умови сприятливі для інтенсивного високоефективного розвитку сільського господарства. Територія розташована в посушливій зоні, відчувається дефіцит місцевих водних ресурсів. Інтенсивна багаторічна господарська діяльність, ерозійні процеси призвели до замулювання річок, внаслідок чого водовіддача їх за останні роки знизилась. На території району 4899 га лісів, із них 1546 — державні ліси, 3353 га — належать господарствам.

## Населення
Розподіл населення за віком та статтю (2001)
| Стать | Всього | До 15 років | 15-24 | 25-44 | 45-64 | 65-85 | Понад 85 |
| --- | ------ | ----------- | ----- | ----- | ----- | ----- | -------- |
| Чоловіки | 9982   | 2273        | 1428  | 2897  | 2315  | 1031  | 38       |
| Жінки | 11 279 | 2187        | 1308  | 2946  | 2734  | 1910  | 194      |
| \| Статево-вікова піраміда \| Статево-вікова піраміда \| Статево-вікова піраміда \| \| ----------------------- \| ----------------------- \| ----------------------- \| \| Чоловіки \| Вік \| Жінки \| \| 38 \| 85 + \| 194 \| \| 52 \| 80-84 \| 230 \| \| 218 \| 75-79 \| 530 \| \| 403 \| 70-74 \| 658 \| \| 358 \| 65-69 \| 492 \| \| 666 \| 60-64 \| 914 \| \| 396 \| 55-59 \| 477 \| \| 549 \| 50-54 \| 655 \| \| 704 \| 45-49 \| 688 \| \| 800 \| 40-44 \| 818 \| \| 725 \| 35-39 \| 712 \| \| 720 \| 30-34 \| 713 \| \| 652 \| 25-29 \| 703 \| \| 667 \| 20-24 \| 654 \| \| 761 \| 15-20 \| 654 \| \| 905 \| 10-14 \| 915 \| \| 799 \| 5-9 \| 707 \| \| 569 \| 0-4 \| 565 \| |        |             |       |       |       |       |          |
| Статево-вікова піраміда |        |             |       |       |       |       |          |
| Чоловіки | Вік    | Жінки       |       |       |       |       |          |
| 38 | 85 +   | 194         |       |       |       |       |          |
| 52 | 80-84  | 230         |       |       |       |       |          |
| 218 | 75-79  | 530         |       |       |       |       |          |
| 403 | 70-74  | 658         |       |       |       |       |          |
| 358 | 65-69  | 492         |       |       |       |       |          |
| 666 | 60-64  | 914         |       |       |       |       |          |
| 396 | 55-59  | 477         |       |       |       |       |          |
| 549 | 50-54  | 655         |       |       |       |       |          |
| 704 | 45-49  | 688         |       |       |       |       |          |
| 800 | 40-44  | 818         |       |       |       |       |          |
| 725 | 35-39  | 712         |       |       |       |       |          |
| 720 | 30-34  | 713         |       |       |       |       |          |
| 652 | 25-29  | 703         |       |       |       |       |          |
| 667 | 20-24  | 654         |       |       |       |       |          |
| 761 | 15-20  | 654         |       |       |       |       |          |
| 905 | 10-14  | 915         |       |       |       |       |          |
| 799 | 5-9    | 707         |       |       |       |       |          |
| 569 | 0-4    | 565         |       |       |       |       |          |

Національний склад населення за даними перепису 2001 року:
| Національність | Кількість осіб | Відсоток |
| -------------- | -------------- | -------- |
| українці       | 18034          | 84,84 %  |
| росіяни        | 1808           | 8,50 %   |
| молдовани      | 1043           | 4,91 %   |
| вірмени        | 116            | 0,55 %   |
| білоруси       | 71             | 0,33 %   |
| інші           | 191            | 0,90 %   |

Мовний склад населення за даними перепису 2001 року:
| Мова       | Кількість осіб | Відсоток |
| ---------- | -------------- | -------- |
| українська | 18314          | 86,13 %  |
| російська  | 2119           | 9,97 %   |
| молдовська | 677            | 3,18 %   |
| вірменська | 73             | 0,34 %   |
| білоруська | 22             | 0,10 %   |
| інші       | 58             | 0,27 %   |

Населення району станом на січень 2015 року налічувало 18 187 осіб, з них міського — 5 337 (власне Братське), сільського — 12 850 осіб.

## Транспортне сполучення
Селище Братське розташоване на березі річки Мертвовод (притока річки Південний Буг) за 131 км на північ від обласного центру м. Миколаєва і має з ним транспортні зв'язки автомобільними дорогами обласного значення Братське — Вознесенськ — Нова Одеса — Миколаїв Т 1511 та Арбузинка — Братське — Єланець — Нова Одеса — Миколаїв Т 1510.
На території району нараховується 244,5 км автомобільних доріг, що знаходяться на утриманні та обслуговуванні Братського райавтодору, 308 км — комунальних доріг, 167 км — відомчих (технологічних) доріг, 19 мостових споруд та 1 шляхопровід.
За 25 км на північний захід від районного центру проходить залізнична станція Людмилівка.

## Промисловість
Промислову продукції в районі випускають 4 суб'єкти господарювання: 2 промислових підприємства (ВТЗКП «Відродження», ВАТ «Братський сир завод») та підсобні підрозділи двох сільськогосподарських товариств: СТОВ ім. Мічуріна, ССПП «Куйбишева».
Фінансові структури в районі представлені відділеннями: Приватбанку, «Райффайзен банк Аваль», Ощадбанку України, а також 2 філіями кредитних спілок.

## Соціальна сфера
У районі діє районний оздоровчий табір «Лісова казка», де щороку під час літніх канікул оздоровлюється близько 500 дітей.
Функціонує районний Будинок культури, кінотеатр на 300 місць, 22 сільських будинки культури, 9 клубів, одна районна та 24 сільських бібліотек. У районі працює 7 народних колективів: народний ВІА «Промінь»; народний театр мініатюр «БЕМС»; народний хоровий колектив; народний вокальний ансамбль української пісні «Берегиня»; народний театральний колектив; народний ВІА «Добробут»; народна дитяча художня студія «Джерельце».

## Видатні постаті
У селі Кам'яно-Костуватому народився український актор і режисер Панас Саксаганський, у селі Костуватому — українська співачка Марія Садовська та український актор і режисер Микола Садовський, у селі Мостовому (кол. Бенардосівка) — український винахідник Микола Бенардос.
У Братському районі народився український письменник-сатирик Юдов Василь Михайлович.

## Пам'ятки
В районі на обліку перебуває 3 пам'ятки архітектури, 31 — історії та 3 — монументального мистецтва.

## Політика
25 травня 2014 року відбулися Президентські вибори України. У межах Братського району було створено 27 виборчих дільниць. Явка на виборах складала — 58,33 % (проголосували 7 894 із 13 534 виборців). Найбільшу кількість голосів отримав Петро Порошенко — 45,43 % (3 586 виборців); Юлія Тимошенко — 16,27 % (1 284 виборців), Олег Ляшко — 11,54 % (911 виборців), Сергій Тігіпко — 7,47 % (590 виборців), Анатолій Гриценко — 4,04 % (319 виборців). Решта кандидатів набрали меншу кількість голосів. Кількість недійсних або зіпсованих бюлетенів — 1,43 %.